# آنتونیه هگرلیکووا
آنتونیه هِـگِـرلیکووا (چکی: Antonie Hegerlíková؛ ۲۷ نوامبر ۱۹۲۳ – ۱۱ دسامبر ۲۰۱۲) یک هنرپیشه پُرکار تئاتر و سینما و تلویزیون اهل جمهوری چک بود و بیش از هفتاد سال در عرصهٔ هنر نمایش فعال بود.
او بابت ایفای نقش «لیدی مکبث» در نمایش‌نامهٔ مکبث و همچنین «نورا» در نمایش‌نامهٔ خانه عروسک شهرت داشت و در سال ۲۰۰۴ میلادی بابت مشارکتش در زمینهٔ نمایش و تئاتر برندهٔ جایزه تالیا شد.
از فیلم‌ها یا برنامه‌های تلویزیونی که وی در آن نقش داشته‌است می‌توان به مارکتا لازاروا و شاهدخت یاسننکا و کفاش پرنده اشاره کرد.